# Exermont
Exermont je francouzská obec v departementu Ardensko v regionu Grand Est. Žije zde 33 obyvatel.

## Poloha obce
Obec leží  na jihovýchodě departementu Ardensko u hranic s departementem Meuse. 

### Sousední obce
| Růžice kompasu | Sommerance              | Landres-et-Saint-Georges | Romagne-sous-Montfaucon (Meuse)                           | Růžice kompasu |
| Růžice kompasu | Fléville Chatel-Chéhéry | Sever                    | Gesnes-en-Argonne (Meuse) Cierges-sous-Montfaucon (Meuse) | Růžice kompasu |
| Růžice kompasu | Fléville Chatel-Chéhéry | Exermont                 | Gesnes-en-Argonne (Meuse) Cierges-sous-Montfaucon (Meuse) | Růžice kompasu |
| Růžice kompasu | Fléville Chatel-Chéhéry | Jih                      | Gesnes-en-Argonne (Meuse) Cierges-sous-Montfaucon (Meuse) | Růžice kompasu |
| Růžice kompasu | Apremont                | Baulny (Meuse)           | Épinonville (Meuse)                                       | Růžice kompasu |

## Vývoj počtu obyvatel
Počet obyvatel 